# Religionskrig
En religionskrig er en krig som er begrundet i religiøse forskelle mellem de stridende parter. Da begrebet religion er af nyere dato, kaldtes en sådan krig tidligere for hellig krig (latin: bellum sacrum). Det islamiske begreb jihad (arabisk: جهاد) oversættes ofte fejlagtigt til hellig krig, selvom begrebet (der kan oversættes med at stræbe eller anstrenge sig) dækker en række forskellige religiøse aktiviteter, hvoraf de færreste er voldelige. De religionskrige som kristne i Middelalderen førte mod bl.a. muslimer i Mellemøsten, kaldes korstog.
I tidens løb har mange af de krige, som de stridende hævdede at føre af religiøse årsager, lige så meget handlet om landområder, økonomisk vinding, etniske forskelle og andre ikke-religiøse forhold. Dette gælder også for nogle af vor tids krige, såsom Israels krige med sine arabiske naboer og konflikten i Nordirland.

## Religionskrig eller ej?
Religion bliver kun voldelig, hvis man bringer vold ind i religionen. Hvis en person er voldelig, så vil denne persons islam eller jødedom eller kristendom eller hinduisme blive voldelig. Myanmar hærges af buddhistiske munke, som myrder kvinder og børn. Opfordrer buddhismen til vold? Selvfølgelig ikke. Om folk er voldelige eller fredelige afhænger af deres politiske og sociale ståsted og den måde, de opfatter deres samfund på.
I dag er historikerne ret enige om, at krige til alle tider er brudt ud af en række forskellige grunde, heriblandt territoriale stridigheder, militære kappestride, etniske konflikter eller bestræbelser for at opnå økonomiske eller erhvervsmæssige fordele, og at krige til alle tider er blevet styret af ting som stolthed, fordomme, tvang, misundelse, grådighed, kappestrid og følelsen af uretfærdighed. Men frem til engang i midten af 1600-tallet blev disse bevæggrunde altid fremstillet som religiøse, mens det først herefter blev anset for legitimt at føre krig af andre grunde end de religiøse, fx ønsket om at styrke en nation i forhold til sine naboer.
I dag er det stadig en almindelige opfattelse, at mange krige føres af religiøse grunde. I deres Encyclopedia of Wars har Axelrod og Phillips beskrevet 1.763 forskellige krige gennem verdenhistorien, men fundet at kun 123 af dem, svarende til 7 %, havde religiøse årsager. I Gordon Martels fembindsværk Encyclopedia of War bruges som kriterie for religionskrig, at åbenlyse religiøse handlinger skal indgå i krigsførelsen, og med dette kriterie er 6 % af krigene omtalt i værket religionskrige.